# Théâtre Mondain
 (mars 2022).
Le théâtre Mondain est une ancienne salle de spectacles parisienne, située 29 cité d'Antin dans le 9e arrondissement de Paris, inaugurée en 1895 et fermée en 1914.

## Historique
Sur son emplacement s'élevait initialement l'hôtel de Mme de Montesson, édifié en 1770 par Alexandre-Théodore Brongniart et détruit par un incendie en 1810. Ouverte en 1830 par la compagnie Delaunay, la cité d'Antin accueillit vingt ans durant le Bal nègre à la sulfureuse réputation, avant que celui-ci ne fut reconverti en chapelle. En 1871, cette dernière fut réaménagée en salle de concert. Ce n'est qu'en 1894 que des travaux furent entrepris pour créer une salle de spectacles à part entière inaugurée le 30 mars 1895 sous le nom de théâtre Mondain.
Dirigée par le comédien-chanteur Simon-Max, elle se partageait entre la création d’œuvres lyriques et l'accueil (sous forme de location) de pièces de théâtre, tours de chants et concerts. Le 12 février 1896 y fut donnée l'unique représentation de Carmosine d'Alfred de Musset par la troupe du théâtre de l'Œuvre, avec notamment Lugné-Poe et Mme Segond-Weber. Simon-Max étant parti à l'été 1896, la direction fut reprise par le dramaturge Pierre Wolff en 1897, après des travaux de rénovation. Le marionnettiste Vignola lui succéda en janvier 1899 qui y installa son théâtre des Vignolettes. L'expérience ne dura que six mois.
Le chansonnier Georges Tiercy devait y inaugurer son théâtre Tiercy en janvier 1900 mais il mourut entre-temps. Le dramaturge Lucien Poujade manifesta son intérêt et inaugura en juillet de la même année le théâtre d'Antin, principalement dévolu à la représentation, sans grand succès, de ses propres pièces.
En juin 1901, Francis Robin, qui venait de succéder à Alphonse Franck au théâtre de la tour Eiffel, y transféra sa Robinière, alternant dès lors avec succès comédies, mélodrames et revues. Le drame d'Oscar Méténier et Delphi Fabrice Casque d'Or y fut ainsi représenté 229 fois à partir de mars 1902. Fort de cette réussite, Robin partit en juin 1903 pour une salle plus centrale.
Après un éphémère Concert La Fayette en décembre 1905, Marcel Nancey prit les rênes de la petite salle en juillet 1906 qu'il rénova et à laquelle il rendit le nom de théâtre d'Antin, puis en 1908 de théâtre Mondain, attirant les foules avec des œuvres légères aux noms évocateurs (La Loi de la chair ; L'Amour, mesdames ; C'est le satyre ; Amours perverses ; Le Voyeur ; La Revue libertine ; A fleur de peau ; L'Allumeuse , etc.). Nancey projetait des travaux d'envergure, comprenant l'agrandissement de la salle et son ouverture sur la rue de la Chaussée d'Antin, lorsque la guerre éclata. Le propriétaire s'avérant frileux, Nancey reporta ses ambitions sur le Little-Palace qu'il dirigeait parallèlement depuis 1910 à Montmartre. Restée sans activité, la salle fut transformée en bureaux en 1920.